# Атанас Кърджиев
Атанас Славейков Кърджиев е български революционер, одрински деец на Вътрешната македоно-одринска революционна организация.

## Биография
Роден е в 1874 година в Лозенград, тогава в Османската империя, днес Къркларели, Турция. Занимава се с бакалия и с търговия с едър и дребен добитък. В 1896 година влиза във ВМОРО покръстен от Павел Генадиев, учител в Лозенград. Търговията му позволява да обикаля всички села в Лозенградската околия и да разнася поща и организира революционните комитети, помагайки на брат си Никола Кърджиев, който е е ръководител на околийския революционен комитет в Лозенград. На 26 април 1903 година избухва Ракленската афера, при която са заловени повечето от оръжието на смъртните дружини в района. Никола Кърджиев напуска уж да събира добитък в Свободна България, а всъщност за да се срещне с Михаил Герджиков за инструкции. На 1 май къщата, дюкяна и хана на Кърджиеви са обискирани, а Атанас Кърджиев е арестуван, отведен в Лозенградския затвор. Кърджиев е мъчен и пребит почти до смърт, като му помага също арестувания Георги Попниколов от Карахадър. На 24 май е изпратен в Одринския затвор, където е осъден на 15 години строг тъмничен затвор. На 2 август Кърджиев е изпратен в Цариградския затвор. На 16 ноември е върнат в Одрин, съден отново и получава същата присъда. Освободен е при общата амнистия на политическите затворници.
Емигрира в Свободна България и се установява в Созопол. На 15 март 1943 година, като жител на Созопол, подава молба за българска народна пенсия, която е одобрена и пенсията е отпусната от Министерския съвет на Царство България.